# A dos Negros
A dos Negros est une commune (freguesia) portugaise du district de Leiria située dans la sous-région de l’Ouest.

## Géographie
A dos Negros a une superficie de 16,82 km2. Dans l'ancien découpage administratif, la commune faisait partie de la province d'Estrémadure. Pour les statistiques, elle est comprise dans la sous-région Ouest de la région Centre-Val de Loire.
La commune est située à 5 km d'Óbidos. L'Océan Atlantique est distant de 15 km, à Foz do Arelho. La ville de Nazare se situe à 30 km.

### Communications
La plage de Foz do Arelho est à 15 min et l'aéroport de Lisbonne à 1 h, par la route.

## Démographie
En 2001, la population de A dos Negros s'élevait à 1 493 habitants, soit une densité de population de 88,8 hab/km2.

## Histoire
À dos Negros est fondée durant la seconde moitié du XVIIIe siècle, peut-être un peu après le tremblement de terre de 1755. D'après l'historien Pinho Leal, son nom dérive de celui de Cecílio Negro, un capitaine lusitanien qui aurait vécu vingt ans avant l'ère chrétienne.
Avant 1147, un certain nombre de colonies de peuplement existent entre Leiria et Lisbonne. De nombreux juifs y vivent, avec leurs propres coutumes. Ils y possèdent des synagogues. Parmi eux, le grand rabbin Iáhia Aben-Yasich est un personnage important. Selon ce qu'écrit l'historien Joaquim Veríssimo Serrão dans son Histoire du Portugal, Alphonse Henriques le nomme chambellan et grand chevalier, en récompense des services rendus durant la lutte contre les Maures, et lui concède le village de Negros. Cet historien dit ainsi : «  que cette donation se réfère à la prise de Óbidos en 1148, et on doit donc identifier ce village avec le village actuel de A dos Negros, situé à 4 km ». Cette question a aussi été étudiée par d'autres auteurs, comme Meyer Kayserling, dans son Histoire des juifs au Portugal, et João Evangelista, dans  A dos Negros : un village d'Estrémadure. D'après ce dernier, au XIXe siècle, les terres de cette paroisse sont recouvertes de broussailles, avec beaucoup d'arbres (chênes-lièges, chênes verts, lauriers et arbousiers).
Dans le Registre de la population du royaume, dressé sous le règne de Jean III, en 1527, le village de Negros est une petite agglomération comptant vingt foyers (environ 90 habitants). En 1757, le nombre de foyers s'élevait à 122, la population venant alors de terres environnantes.

## Administration
A dos Negros est administrée par un conseil communal.

### Blason
Le blason de la commune est surmonté d'un mur avec trois tours, symbolisant le statut de commune. La jarre rouge représente l'industrie céramique. Les deux rameaux, chargés de fruits pourpres, qui l'entourent, au-dessus et sur les côtés, rappellent les forêts, l'agriculture et la sylviculture. Enfin, les cinq bandes ondulées bleues et argent représentent la rivière Arnóia.

## Économie
Les principales activités économiques sont l'agriculture (arbres fruitiers et légumes), la construction et l'industrie céramique.

## Patrimoine
A dos Negros possède deux églises, l'église-mère de Sainte Marie-Madeleine et l'église de Sancheira-Grande, toutes deux en forme de croix latine. On peut également visiter les domaines de Cabeço, Botelheira et Rolin. Il y a aussi les fontaines d'Ulmeiro, Santa da Formiga et Olival Santo. La commune comporte plusieurs chapelles.

## Gastronomie
La principale spécialité gastronomique de A dos Negros est constituée par les misturadas (soupe au pain et aux pois). Son vin blanc doux est également renommé. La commune a une tradition d'abattage de porcs.

## Religion
La patronne du village est Sainte-Marie-Madeleine (Santa Maria Madalena, en portugais). Durant quelque temps, la paroisse est subordonnée à la Collégiale de Saint-Jean de Muccharro, dont le prieur a le devoir de venir chaque année à l'église Sainte-Marie-Madeleine, pour chanter lors de la fête de la sainte patronne.

## Fêtes et foires
Bien que la commune soit petite, elle accueille plusieurs foires et fêtes. Les principales sont :
- Santo Amaro - 15 janvier.
- Martyre de Saint-Sébastien - 20 janvier.
- Carnaval - février.
- Saint-Antoine - 13 juin.
- Fête du Corps du Christ - juin.
- Sainte Marie-Madeleine, en l'honneur de la sainte patronne de la paroisse, et pendant laquelle se tient la foire annuelle - 22 juillet.
- Fête du Saint-Esprit - mai ou juillet.
- Notre-Dame de l'Assomption - 15 août.
- Fête de l'Enfant Jésus - 25 décembre.

## Vie associative
Les principales associations de la commune sont les suivantes :
- Association culturelle, sportive et de loisirs d'A dos Negros
- Association culturelle, sportive et de loisirs de Gracieira
- Association culturelle, sportive et de loisirs de Sancheira
- Association pour le développement social
- Association de chasse et pêche